# Golem (fumetto)
Golem è un fumetto di fantascienza distopica del fumettista italiano Lorenzo Ceccotti, firmato con lo pseudonimo LRNZ, edito in una puntata pilota nel 2010 e pubblicato nel 2014 in edizione completa e rivisitata.

## Storia editoriale
L'idea per il fumetto nasce negli anni in cui l'autore frequentava il liceo. La storia inizia ad essere pubblicata nel 2010 nella rivista PicNic,, autoprodotta dal collettivo "Superamici" di cui lo stesso Lorenzo Ceccotti faceva parte. La pubblicazione viene interrotta subito e solo la prima puntata di Golem viene data alle stampe. Il progetto, di fatto mai interrotto, viene completato nel 2014 grazie all'interessamento della casa editrice BAO Publishing che pubblica l'opera completa in un volume monografico.
L'opera si sviluppa su almeno sei piani narrativi differenti ed è stata realizzata utilizzando quattro differenti tecniche artistiche, facendo largo uso di richiami simbolici; la narrazione acquista solidità e spessore grazie anche ai minuti dettagli e ai vari loghi inventati per l'occasione dall'autore stesso, utilizzando le sue competenze di designer. L'espediente di utilizzare tecniche artistiche differenti per descrivere vicende collocate in piani narrativi diversi, permette di non dover ricorrere all'utilizzo di didascalie. Le onomatopee si fondono graficamente con i disegni, messe al servizio del dinamismo della narrazione.
Il fumetto viene pubblicato nel 2014 in un volume unico dotato di chip NFC che consente l'accesso a contenuti multimediali aggiuntivi.
Golem è stato tradotto e pubblicato in Francia, Spagna, Stati Uniti e distribuito in Giappone nell'edizione in lingua inglese con una copertina alternativa realizzata appositamente per la catena di fumetterie Kinokuniya.

## Trama
La storia si svolge in Italia, in un immaginario 2030 in cui il benessere di tutti i cittadini è stato pagato con un pervasivo consumismo. Tutti sono perennemente connessi in rete e vivono in un mondo fittizio propinato dai dispositivi di realtà aumentata perennemente indossati. Eurasia è la nuova unione politica internazionale di cui L'Italia fa parte. La stabilità economica e politica e i progressi medici sono tuttavia pagati a caro prezzo dai cittadini che sono governati, a loro insaputa, da quattro multinazionali che, dietro le quinte, detengono il potere assoluto.
Il giovane Steno, figlio dello scomparso scienziato Ago Critone, e l'amica Rosabella, affrontano il potere corrotto e la violenza della repressione della polizia, comandata dal Generale X, unendosi a un gruppo di giovani dissidenti. Steno è depositario di un segreto scientifico scoperto dl padre ed ha la capacità di mutare il suo corpo in uno gigantesca creatura, una sorta di Golem.

## Altri media
Nell'estate 2017, durante la conferenza a Roma per i 30 anni di Lucky Red, il responsabile della casa di produzione Andrea Occhipinti ha annunciato lo sviluppo del lungometraggio animato tratto dal fumetto. La regia sarebbe dello stesso LRNZ e la sceneggiatura di Mauro Uzzeo.

## Edizioni
- LRNZ, Golem, Milano, BAO Publishing, 2014, ISBN 978-88-6543- 257-0.
- (EN) LRNZ, Golem, Magnetic Press, 2016, ISBN 978-1942367116.
- (FR) LRNZ, Golem, traduzione di Aurore Schmi, Parigi, Glenat, 2016, ISBN 9782344012062.
- (ES) LRNZ, Golem, traduzione di David Paradela, Barcellona, Sapristi, 2016, ISBN 978-8494414084.